# Black Tie White Noise (singolo)
Black Tie White Noise è singolo del cantautore britannico David Bowie, pubblicato nel 1993 ed estratto dall'album omonimo. 
Il brano vede la partecipazione del cantante statunitense Al B. Sure!.

## Tracce
- 7"

1. Black Tie White Noise (Radio Edit) – 4:10
2. You've Been Around (Dangers Remix) – 4:24

- 12"

1. Black Tie White Noise (Extended Remix) – 8:12
2. Black Tie White Noise (Trance Mix) – 7:15
3. Black Tie White Noise (Album Version) – 4:52
4. Black Tie White Noise (Club Mix) – 7:33
5. Black Tie White Noise (Extended Urban Mix) – 5:32

- CD

1. Black Tie White Noise (Radio Edit) – 4:10
2. Black Tie White Noise (Extended Remix) – 8:12
3. Black Tie White Noise (Urban Mix) – 4:03
4. You've Been Around (Dangers Remix) – 4:24

## Video
Il videoclip della canzone è stato prodotto da Mark Romanek.

## Formazione
- David Bowie – voce
- Al B. Sure! – voce
- Nile Rodgers – chitarra
- Barry Campbell – basso
- Sterling Campbell – batteria
- Richard Hilton – tastiera
- Lester Bowie – tromba